# Pietro Cavallini

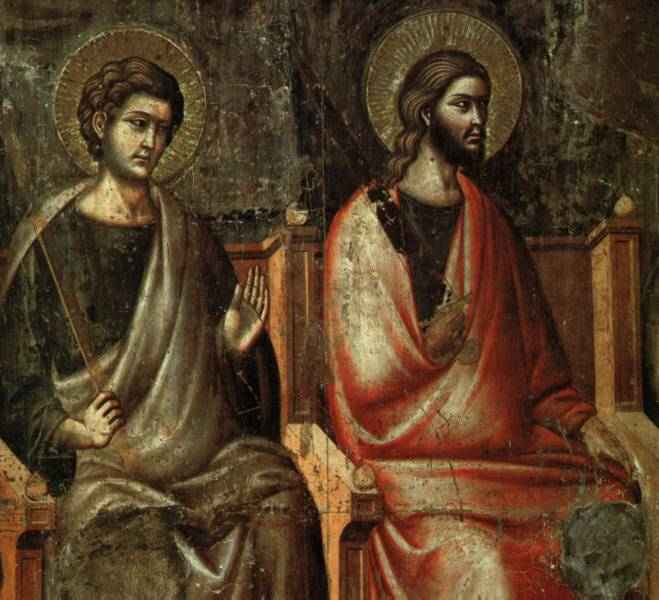
Das Jüngste Gericht in Santa Cecilia in Trastevere

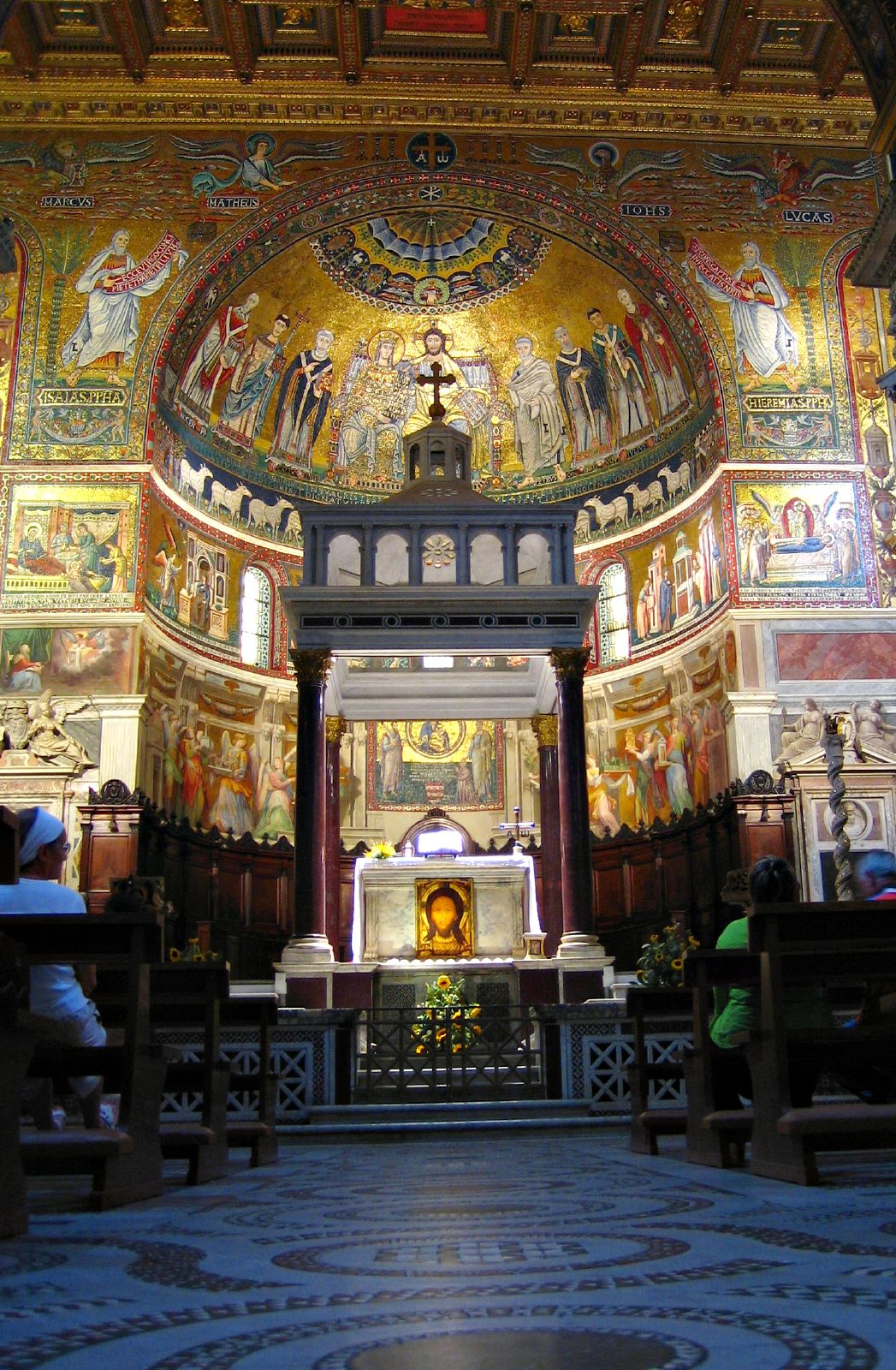
Santa Maria in Trastevere, Apsis mit den Mosaiken von Cavallini

Pietro Cavallini (* 2. Hälfte 13. Jahrhundert; † um 1330) war ein italienischer Maler, der am Ende des 13. und am Anfang des 14. Jahrhunderts in Rom und Neapel tätig war. Er führte Mosaiken im Stil der Kosmaten aus und hielt sich in seinen Fresken an die durch ein frischeres Naturgefühl belebte byzantinische Manier. Im Jahre 1308 war Cavallini im Dienste des Königs in Neapel tätig. Dies ist das einzig urkundlich gesicherte Datum der Vita Cavallinis.

## Werke
Santa Cecilia in Trastevere, Rom:
- Das Jüngste Gericht, 320 × 1400 cm, Fresko 
 Cavallinis Fresken in Santa Cecilia in Trastevere sind 2001 restauriert worden und werden jetzt in einem neuen Zusammenhang gesehen. Die Tendenz der neueren Forschung scheint dahin zu gehen, dass die Stellung von Rom im Vergleich zu Florenz und anderen Städten der Toskana zunehmend wichtiger wird. In vielen alten Kirchen werden unter dem Putz bedeutende Fresken gefunden. Die alte Behauptung, Rom sei zu dieser Zeit, also um 1300, schlichte Provinz gewesen, erweist sich zunehmend als falsch.

Santa Maria in Trastevere, Rom:
- Verkündigung, 1291, Mosaik
- Christi Geburt, 1291, Mosaik
- Geburt der Jungfrau, 1291

San Domenico Maggiore, Neapel:
- Kreuzigung, 1308, Fresko

Der italienische Restaurator Bruno Zanardi erregte im Jahr 1997 mit der Behauptung Aufsehen, nicht Giotto, sondern Cavallini habe die berühmten Fresken in der Oberkirche der Basilika San Francesco in Assisi geschaffen. Dies ergebe sich aus Farbproben und stilistischen Analysen. Zanardi war fast zehn Jahre lang mit der Restaurierung der Fresken beschäftigt.